# Zinknabbin
Zinknabbin est une commune rurale située dans le département de Diabo de la province du Gourma dans la région de l'Est au Burkina Faso.

## Géographie
Localité à centres d'habitations dispersés, sans regroupement majeur, Zinknabbin est situé à 9 km à l'Est de Diabo, le chef-lieu du département.

## Santé et éducation
Le centre de soins le plus proche de Zinknabbin est le centre de santé et de promotion sociale (CSPS) de Diabo.